# Darryl Hanah

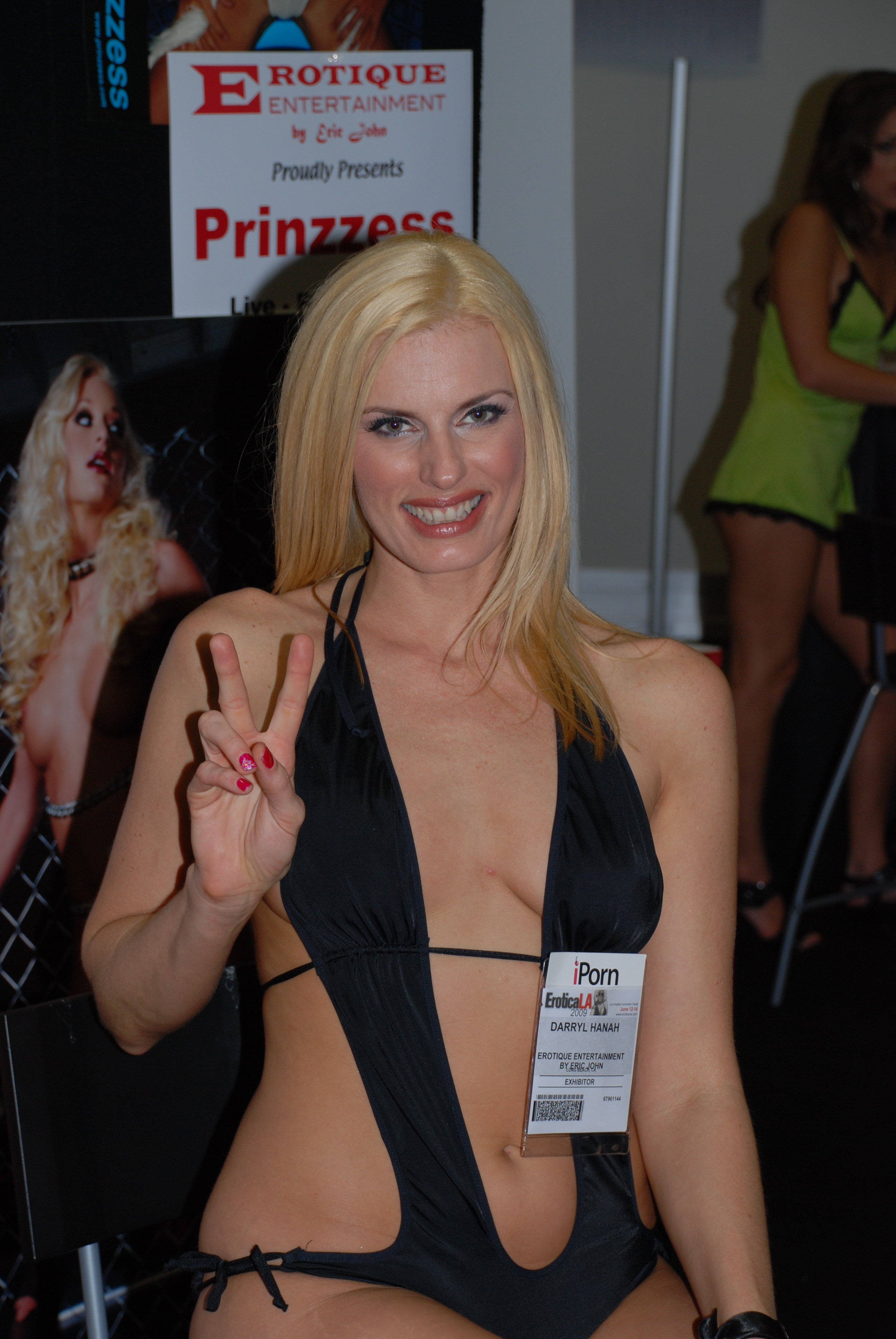
Darryl Hanah

Darryl Hanah (n. 14 iulie 1972, Sacramento, California) este o actriță porno americană.

## Filme selectate
- 2006: Girlvana 2
- 2007: Cougars in Heat
- 2007: It’s a Mommy Thing!
- 2009: The 8th Day
- 2010: Cougar Prowl (de Alex Braun)